# ARA San Juan (Q-6)
El ARA San Juan (Q-6) fue un hidrográfico de la Armada Argentina construido en 1928 y gemelo del ARA San Luis. Su nombre cambió a ARA Comodoro Rivadavia (1937-1942) y luego ARA Madryn (1942-1967).

## Historia
Construido en 1928 en Hawthorn, Leslie & Co. de Newcastle upon Tyne, Inglaterra.
Cambió su nombre a ARA Comodoro Rivadavia en 1937 transfiriendo el nombre San Juan al torpedero T-9 de la clase Buenos Aires. Posteriormente cambió nuevamente su nombre a ARA Madryn en 1942.
En 1938 y 1939 la nave prestó apoyo al Museo Argentino de Ciencias Naturales de Buenos Aires para la exploración de la fauna del mar Argentino.
En 1950 cumplió tareas de exploración petrolífera en apoyo a la empresa nacional Yacimientos Petrolíferos Fiscales (YPF).
De 1961 a 1967 sirvió como buque escuela en la Escuela Naval Militar de Río Santiago.
Fue retirado en 1967 y vendido.